# Hérodote
Pour les articles homonymes, voir Hérodote (homonymie).
Œuvres principales
Histoires
Hérodote (en grec ancien : Ἡρόδοτος / Hēródotos), né vers 484 av. J.-C. à Halicarnasse en Carie (actuelle Bodrum en Turquie) et mort vers 425 av. J.-C. à Thourioï, est un historien et géographe grec.
Hérodote mentionne souvent Hécatée de Milet, fils d'Hégésandre, en lui donnant le titre d'historien mais c'est lui qui sera considéré comme le premier véritable historien ; Cicéron l'a surnommé le « Père de l’Histoire » en raison de sa grande œuvre, les Histoires — également appelée l'Enquête. Cette dernière est centrée sur les guerres médiques mais ne se limite pas au récit de celles-ci : Hérodote expose les causes de la guerre et fait de nombreuses digressions, appelées logoi, sur l'histoire, les coutumes et la description des pays des belligérants, ainsi que de nombreux autres peuples tout autour de la Méditerranée. Cette méthode fait de lui l'un des précurseurs de l'histoire.
En géographie, le récit de ses voyages le range également parmi les premiers géographes.
En politologie, son exposé du Dialogue entre Otanès, Mégabyse et Darius constitue l'un des premiers documents authentiques où se trouvent distingués et comparés les divers types de gouvernement (monarchie, oligarchie, démocratie).

## Biographie
La vie d'Hérodote nous reste obscure. Ce que l'on sait est essentiellement tiré de ses propres œuvres. Des notices lui ont été consacrées par Denys d'Halicarnasse, Plutarque, Lucien et la Souda.
Fils de Lyxès et de Drio (d'après la Souda), il est né la première année de la 74e olympiade d'après Pamphile cité par Aulu-Gelle, soit avant la seconde guerre médique (480 à 479). Il fait partie d'une famille importante bien que le nom de son père indique une probable origine « barbare », plus précisément carienne. Halicarnasse était la capitale de la Carie.
Certains pensent qu'il était le neveu de Panyasis, éminent poète épique, que l'on comparait alors à Homère, mais le lien de parenté n'est pas connu avec certitude.
Dans sa jeunesse, en 469 avant J.-C., il suit sa famille, adversaire du tyran Lygdamis, en exil à Samos. L'époque de son exil est celle de ses principaux voyages, dont il a rendu compte dans ses Histoires : un séjour en Égypte avec un déplacement à Cyrène et un retour par la Syrie et par Tyr, une visite sommaire de l'empire perse, Babylone (dans l'actuel Irak), la Colchide (dans la Géorgie moderne) et Olbia (dans l'Ukraine actuelle), la Macédoine.
De retour à Halicarnasse, en Carie, vers 454, il participe à l'insurrection qui renverse le tyran. Peu après, il est de nouveau inquiété et s'établit à Athènes où il se lie avec Sophocle qui écrit un poème en son honneur en 450 (on en a conservé des fragments par Plutarque). Il suit ensuite les colons qui, à l'instigation de Périclès, partent fonder Thourioï, dans le sud-est de l'Italie. C'est là qu'il finit la rédaction de ses œuvres et qu'il meurt vers 420.

## Œuvres

### «Le Père de l'Histoire»

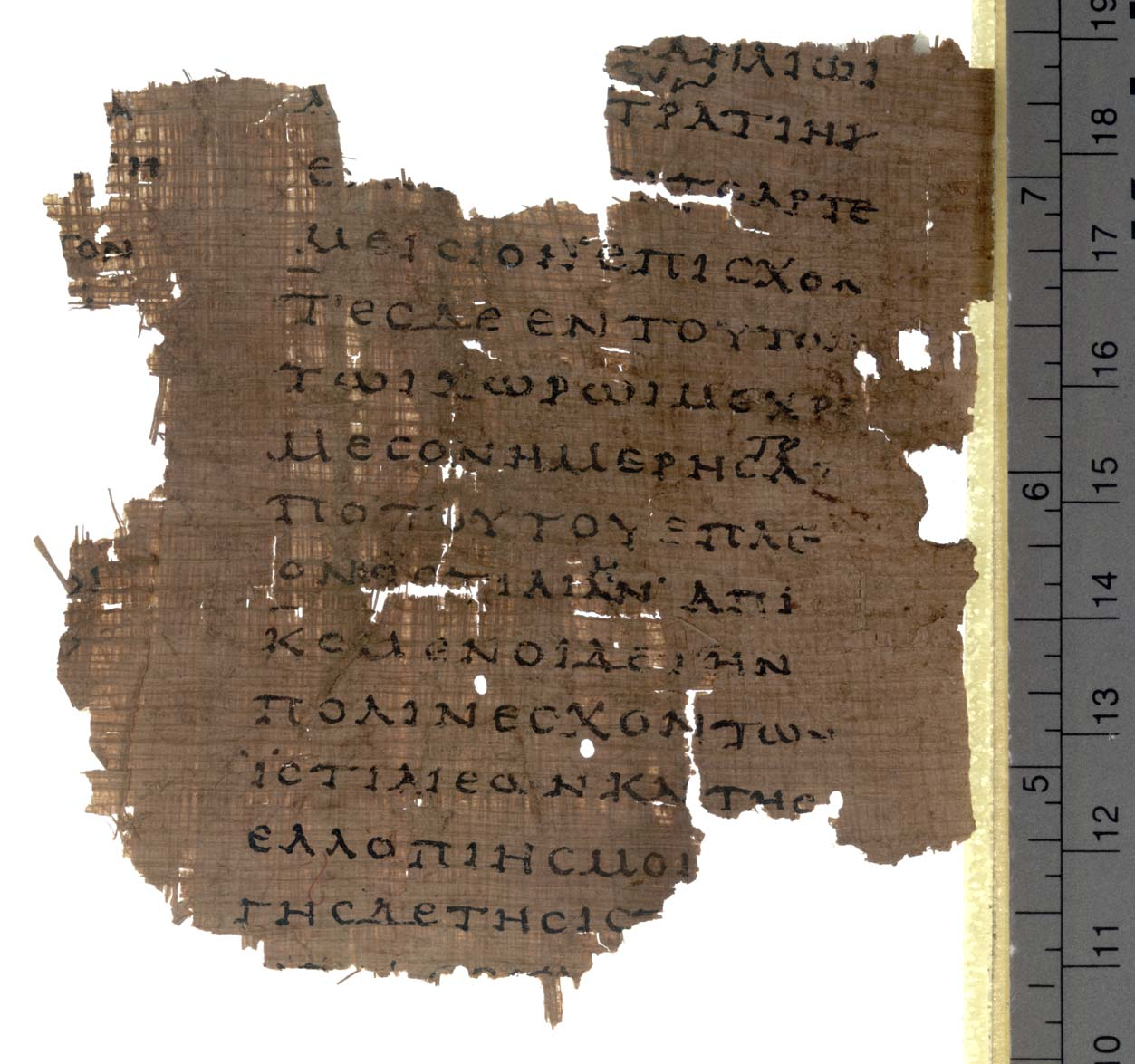
Fragment d'Hérodote, papyrus d'Oxyrhynque.

L'unique œuvre que nous connaissons d'Hérodote s'intitule Histoires ou Enquête, du grec Ἱστορία / Historía — littéralement « recherche, exploration », de ἵστωρ, « celui qui sait, qui connaît ».
Le premier paragraphe annonce :
| Ἡροδότου Ἁλικαρνησσέος ἱστορίης ἀπόδεξις ἥδε, ὡς μήτε τὰ γενόμενα ἐξ ἀνθρώπων τῷ χρόνῳ ἐξίτηλα γένηται, μήτε ἔργα μεγάλα τε καὶ θωμαστά, τὰ μὲν Ἕλλησι τὰ δὲ βαρϐάροισι ἀποδεχθέντα, ἀκλεᾶ γένηται, τά τε ἄλλα καὶ δι' ἣν αἰτίην ἐπολέμησαν ἀλλήλοισι. | « Hérodote d'Halicarnasse présente ici les résultats de son Enquête afin que le temps n'abolisse pas le souvenir des actions des hommes et que les grands exploits accomplis soit par les Grecs, soit par les Barbares, ne tombent pas dans l'oubli ; il donne aussi la raison du conflit qui mit ces deux peuples aux prises. » |

Ce préambule montre la volonté d'Hérodote de se placer dans la tradition d'Hécatée de Milet : il s'agit de traiter de tous les hommes comme l'indique l'emploi du terme ἀνθρώπων / anthrốpôn et que vient souligner la complémentarité « tant les Grecs que les Barbares ». Il s'agit également de faire œuvre de mémorialiste : « afin que le temps n'abolisse pas les travaux des hommes ». Enfin, Hérodote prétend rivaliser avec le poète épique Homère, en se proposant de commémorer les exploits des hommes (allusion à l’Iliade). Néanmoins, contrairement à l'aède, Hérodote n'entend pas décrire de lointains événements, comme la guerre de Troie, mais des faits très récents, notamment les guerres médiques[réf. nécessaire].
Du point de vue de la langue, Hérodote a écrit son œuvre en dialecte ionien, un ionien parfois artificiel (et artificiellement reconstitué par les éditeurs) auquel se mêlent des archaïsmes épiques imités d'Homère[réf. nécessaire].

### Voyageur et géographe
Hérodote est très précis[pas clair] dans la description de certains monuments. Par exemple, de la ville de Babylone et de son enceinte, il dit : « Elle est si magnifique que nous ne connaissons pas une qu'on puisse lui comparer », et « Cette ville, située dans une grande plaine, est de forme carrée ; chacun de ses côtés a cent vingt stades de long, ce qui fait pour l'enceinte de la place quatre cent quatre-vingts stades ».
Hérodote donne de nombreuses indications (parfois très précises) sur la taille de tel territoire, de telle mer ou fleuve ou sur la richesse de tel peuple. Par exemple, à propos de la Scythie, il dit : « Donc puisque la Scythie forme un carré bordé par la mer sur deux côtés, ses frontières terrestres et maritimes ont la même longueur ; de l'Istros au Borysthène, il faut compter dix jours de marche, et dix autres du Borysthène au lac Méotide ; pour aller de la mer vers l'intérieur jusqu'au pays des Mélanchlènes qui sont au nord de la Scythie, il faut vingt jours de marche. Or j'estime qu'un jour de marche représente deux cents stades : à ce compte la Scythie doit avoir quatre mille stades d'étendue, et autant en profondeur, de la mer à l'intérieur des terres. Voilà donc les dimensions de ce pays ».
Il donne aussi des descriptions parfois très précises des techniques utilisées dans les pays visités. Ainsi, une trouvaille archéologique a confirmé la description qu'il donne de la fabrication de la baris, bateau de charge utilisé sur le Nil.
Certaines descriptions de monuments, données par Hérodote, ont permis l'élaboration de la célèbre liste des Sept Merveilles du monde, telle la grande pyramide d'Égypte.

### Anthropologue
Hérodote, de par ses nombreux voyages, a pu découvrir (ou entendre parler) de nombreux peuples. La description de leur aspect physique, de leur façon de s'habiller, de faire la guerre, de leurs coutumes, croyances et mode de vie fait de son Enquête une précieuse source anthropologique antique.
Hérodote parle des peuples grecs d'Asie Mineure, des Lydiens, Perses, Mèdes, Assyriens, Babyloniens et Massagètes (Livre I), des Égyptiens (Livre II), des Indiens, Arabes, Éthiopiens (Livre III), des Scythes et Libyens (Livre IV) et enfin des Thraces (Livre V). Les autres livres sont principalement consacrés au récit des guerres contre les Perses. Le travail d'Hérodote est donc pluriel et s'il est considéré comme le « père de l'histoire », il peut également prétendre au titre de père de l'anthropologie.
Voici trois extraits des Histoires dans lesquels Hérodote décrit les mœurs des Perses, des Scythes et des Indiens :
- « (131). Les Perses ont, je le sais, les coutumes suivantes : ils n'élèvent aux dieux ni statues, ni temples, ni autel et traitent d'insensés ceux qui leur en élèvent ; c'est je pense, qu'ils n'ont jamais attribué de forme humaine à leurs dieux, comme le font les Grecs. Ils ont coutume d'offrir des sacrifices à Zeus au sommet des montagnes les plus élevées – ils donnent le nom de Zeus à toute l'étendue de la voûte céleste. Ils sacrifient encore au Soleil, à la Lune, à la Terre, au Feu, à l'Eau et aux Vents : ce sont les seuls dieux auxquels ils aient de tout temps sacrifié ; mais ils ont appris des Assyriens et des Arabes à sacrifier aussi à l'Aphrodite Céleste : cette dernière se nomme chez les Assyriens Mylitta, chez les Arabes Aliat, chez les Perses Mitra »[13].
- « (68). Quand le roi des Scythes tombe malade, il convoque les trois devins les plus renommés, qui rendent leurs oracles de la manière que j'ai dite. En général, ils annoncent qu'un tel – un citoyen qu'ils nomment – a juré par le foyer royal pour apporter un faux serment (jurer par le foyer royal est la formule la plus employée chez eux pour les serments solennels). Aussitôt l'homme que les devins ont déclaré coupable de parjure est arrêté ; on le leur amène et ils lui signifient qu'il a été convaincu par leur science d'avoir juré faussement par le foyer royal, ce qui a provoqué la maladie du roi. L'homme nie, affirme son innocence et proteste avec la dernière énergie. Devant ses dénégations le roi fait appel à d'autres devins, en nombre double. Si la science des nouveaux venus convainc également l'homme de parjure, on lui coupe la tête et ses biens sont répartis par le sort entre les premiers devins. Si la seconde consultation est en sa faveur, on appelle d'autres devins, et d'autres encore : si la majorité le déclare innocent, la règle est alors de faire périr les premiers devins. (69). Voici comment on les exécute : on remplit un chariot de bois bien sec, on y attelle des bœufs, et l'on met au milieu des fagots, les devins, les pieds chargés d'entraves, les mains liées derrière le dos, et bâillonnés ; puis on allume les fagots et l'on chasse les bœufs en leur faisant peur. Les bœufs sont souvent brûlés avec les devins, mais souvent aussi le timon cède, rongé par les flammes, et ils s'en tirent avec quelques brûlures. On brûle les devins pour d'autres raisons encore, et toujours de cette façon, quand on les traite de faux devins. Lorsque le roi fait exécuter un homme, il frappe aussi sa famille et il fait périr tous ses enfants mâles, mais épargne les filles »[14].
- « (98). L'Inde comprend un grand nombre de peuples qui ne parlent pas la même langue ; les uns sont nomades, les autres sédentaires ; les uns habitent les marécages du fleuve et se nourrissent de poissons crus qu'ils vont pêcher dans des barques faites de roseaux : une seule section de tige, d'un nœud à l'autre, leur fournit une embarcation. Ces Indiens portent des vêtements de jonc : ils récoltent cette plante, qui pousse dans le fleuve et la débitent en lamelles dont ils tressent une sorte de natte qui leur sert de cuirasse »[15].

### Analyste politique
Dans le livre III de son œuvre, Hérodote met, sous la forme d'un dialogue entre trois mages (Otanès, Mégabyse et Darius), l'exposé, la défense et la critique des trois grandes formes de gouvernement.
À la mort du jeune Smerdis (en réalité Gaumata, un mage se faisant passer pour Smerdis, frère de Cambyse, que ce dernier avait fait assassiner), un débat s'instaure entre sept conjurés pour délibérer sur le gouvernement à donner à la Perse :
- Otanès est partisan de la démocratie. Il critique la monarchie et présente ses arguments en faveur « de la multitude souveraine ». Un régime populaire doit être caractérisé par l'« iso-nomie » c'est-à-dire la loi (nomos) égale pour tous (isos). Grâce à celle-ci, il ne se commet plus d'excès. Le grand nombre rapporte les résolutions à la communauté et donne des offices publics par la voie du sort à des magistrats responsables.
- Mégabyse est partisan de l'aristocratie. Il partage la critique de la monarchie mais ne croit pas en la capacité du peuple qui n'est pas instruit et n'a pas le moyen de l'être et redoute encore plus son caractère prompt et passionné. L'opinion est comparable à un courant d'hiver qui, grossi par les eaux se précipite et emporte tout. Mégabyse propose donc d'élire une oligarchie, « l'assemblée souveraine des meilleurs ». Des résolutions salutaires naîtront de la réunion de ces Sages.
- Darius défend la monarchie. Rien n'est préférable à un seul homme excellent parce que le monarque excellent se conduit avec prudence dans l'administration et, seul dépositaire du secret, le garde dans les actions extérieures. L'oligarchie provoque les compétitions et les haines. Les oligarques se détestent et les dissensions deviennent publiques, tournent en violence et s'achèvent en massacres. Le régime populaire ne peut empêcher le règne de la méchanceté : des factions se constituent et s'entendent pour opprimer le reste de la communauté. Un tyran libérateur émerge rapidement pour faire cesser coteries et disputes stériles. Sa conclusion est que le régime monarchique s'impose fatalement et se trouve être de facto le meilleur.
- Les quatre autres conjurés votent pour la thèse de Darius. Cependant, Otanès refuse d'être candidat à la monarchie : il n'entend ni commander ni obéir ; ne voulant pas être roi, il ne veut être sujet du roi. Il demande une « franchise » par laquelle lui-même, les siens et leurs descendants à perpétuité ne seront sous la puissance d'aucun autre.

Ce goût de la liberté est partagé par Hérodote. Athénien d'adoption, il remarque : « Soumis à un tyran, les Athéniens ne se montrent nullement supérieurs à leurs voisins. À peine sont-ils délivrés du joug qu'ils les surpassent tous ».
Hérodote rapporte le propos de Lacédémoniens questionnés par le Satrape Hydarnès qui leur demande pourquoi ils ne veulent pas devenir les amis du « Grand Roi (de Perse) qui honore les braves » :

« Ton conseil n'est pas pesé dans des balances justes. les Persans ne connaissent qu'un seul régime. Ils n'ont expérimenté qu'un seul genre de vie. Ils n'ont jamais connu de liberté. Ils ne peuvent faire aucune comparaison. Hydarnès, si tu connaissais la liberté, tu nous exhorterais à le combattre, non pas seulement de loin avec des javelines, mais la hache à la main, c'est-à-dire à la vie à la mort. »

### Composition de l'œuvre

Carte du monde décrit par Hérodote dans son Enquête.

Les Histoires se composent de neuf livres, chacun portant le nom d'une muse. Ce découpage n'est pas le fait de l'auteur : la première mention en est due à Diodore de Sicile au Ier siècle, et c'est probablement au IIe siècle, du fait de grammairiens alexandrins, que l'ouvrage fut ainsi sectionné. Tout au long de l'ouvrage Hérodote donne une description et de nombreux renseignements sur les particularités, les us et coutumes de certains peuples, entre autres les Mèdes, les Perses, les Égyptiens, les Libyens, les Éthiopiens Longues-vies, les Arabes, les Indiens, etc.[réf. nécessaire] :
- Prologue : les enlèvements survenus entre l'Asie Mineure et la Grèce : Io enlevée par les Phéniciens ; Europe et Médée par les Grecs ; Hélène par les Troyens.
- Livres I à IV : développements de l'Empire perse :
  - livre I : (Clio) victoire de Cyrus II sur le lydien Crésus, conquête de l'Assyrie et échec de la soumission des Massagètes ;
  - livre II : (Euterpe) l'histoire et coutumes du peuple égyptien depuis Min le premier Roi jusqu'à Amasis ;
  - livre III : (Thalie) conquête de l'Égypte par Cambyse II, fils de Cyrus ;
  - livre IV : (Melpomène) règne de Darius, expédition et tentative avortée d'assujettissement des Scythes.
- Livres V et VI : première guerre médique :
  - livre V : (Terpsichore) révolte d'Ionie, digressions sur l'histoire de Sparte et Athènes ;
  - livre VI : (Érato) réaction des Grecs, victoire de Marathon.
- Livres VII à IX : (Polymnie, Uranie et Calliope) deuxième guerre médique.

L'œuvre mêle éléments ethnographiques et proprement historiques. On a pu s'interroger sur cette coexistence. On peut reconnaître dans ce recueil d'éléments composites l'héritage d'Hécatée de Milet. D'autres commentateurs (Henry R. Immerwahr) ont au contraire insisté sur l'unité profonde de l'œuvre[réf. nécessaire].

### Postérité de l'œuvre

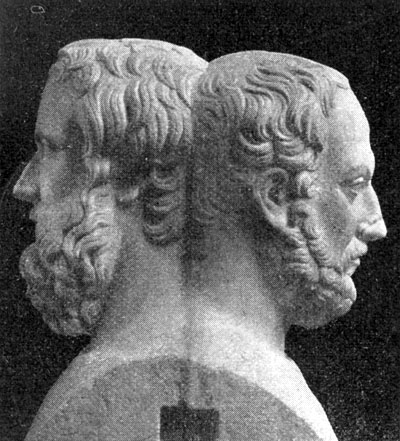
Hermès bifrons d'Hérodote et de Thucydide.

Le style d'Hérodote est simple, plaisant et pittoresque, parfois naïf, parfois poétique. C'est un admirateur d'Homère — Denys d'Halicarnasse le qualifie de « partisan zélé d'Homère » (Ὁμήρου ζηλωτής / Homḗrou zēlōtḗs). Plutarque, tout en reconnaissant ces qualités, le trouve cependant d'une grande partialité et a consacré un traité entier pour montrer qu'il est injuste envers les Grecs :

« Le style simple et facile d'Hérodote, sa diction naturelle et coulante, trompent la plupart des lecteurs qui jugent de son caractère par son style. […] Si je voulais relever toutes les autres erreurs et affabulations (ψεύσματα καὶ πλάσματα) dans lesquelles il est tombé, il me faudrait écrire plusieurs volumes. »

— Plutarque, De la malignité d'Hérodote / Περὶ τῆς Ἡροδότου κακοηθείας, 854 e-f
.
Ces accusations sont exagérées : la naïveté et la crédulité d'Hérodote, bien que réelles, se cantonnent généralement aux anecdotes dont il est friand. En revanche, lorsqu'il ne trouve aucune trace des Hyperboréens mentionnés dans les légendes grecques, il tient à le mentionner.
Aristote le qualifie de « mythologue » dans sa Poétique, et Aulu-Gelle le traite d'affabulateur (homo fabulator).
Plus tard, la Renaissance se penche à nouveau sur l'œuvre d'Hérodote avec, cette fois, un regard plus bienveillant. Ainsi, Henri Estienne répond à Plutarque par une Apologie pour Hérodote. Dès lors, la popularité d'Hérodote ira croissante. L'abbé Barthélemy, auteur du Voyage du jeune Anarchasis en Grèce (1788), ouvrage très populaire à son époque, écrit qu'il « ouvrit aux yeux des Grecs les annales de l'univers connu ».
Hérodote est l'un des premiers prosateurs dont l'œuvre nous soit parvenue en entier.
Certains historiens, contemporains ou postérieurs, le critiquèrent :
- Thucydide[23],[24][réf. non conforme]. Cependant, Thucydide choisit de commencer son histoire là où Hérodote s'était arrêté (au siège de Sestos), ce qui montre que les textes d'Hérodote étaient suffisamment exacts pour ne pas avoir à subir de réécriture ou de corrections[24].
- Plutarque, dans son essai De la mauvaise foi d'Hérodote, a qualifié Hérodote d’« ami des barbares »[25] pour ne pas avoir été suffisamment pro-grec, ce qui, en fait, montre peut-être qu'Hérodote avait fait un travail remarquable par une relative équité[26][réf. non conforme].

Il résulta de ces critiques que les écrits d'Hérodote furent mal considérés à la Renaissance tout en restant très lus.
Cependant, depuis le XIXe siècle et surtout le XXe siècle, sa réputation a été réhabilitée par les preuves archéologiques qui ont confirmé à plusieurs reprises sa version des faits. La vision moderne dominante est qu'Hérodote a fait un travail remarquable dans ses Histoires mais que certains détails spécifiques (en particulier les nombres et les pertes) sont à considérer avec précaution. Néanmoins, il reste des historiens qui considèrent qu'Hérodote a inventé la plupart de ses récits (la « Liar School of Herodotos »,).

### Traductions

#### Traductions en français
La première traduction en français est l'œuvre de Pierre Saliat, en 1556. Parmi d'autres traductions en français figurent celles de Du Ryer (1645), Pierre-Henri Larcher (1786) et Pierre Giguet (1864). Selon Pascal Payen, analysant les traductions du XIXe et XXe siècles – celles de Philippe-Ernest Legrand et d'Andrée Barguet – intègrent au XIXe siècle une démarche pédagogique : « les Universités en construction, élaborent et diffusent un Hérodote historien des guerres Médiques et leurs prolégomènes ; peu importe si, dans la narration, les batailles occupent une place très réduite ».

#### Traductions en anglais
De nombreuses traductions ont été publiées en langue anglaise, notamment celle de George Rawlinson (traduction classique du XIXe siècle), d'Aubrey de Selincourt (en) (1954, éditée par Penguin) et de David Grene (en) (1987, éditée par l'université de Chicago). En 1998, une traduction par Robin Waterfield (en) est publiée par Oxford World's Classics. En 2013, une traduction par l'écrivain britannique Tom Holland est publiée dans la collection Penguin Classics.

### Ouvrages généraux
- (en) Harry Thurston Peck, Harper's Dictionary of Classical Antiquities, New York, Harper & Brothers, 1898 (lire en ligne).
- Denis Roussel, Les Historiens grecs, Paris, Presses universitaires de France (PUF), Collection Sup 2, 1973.
- Ryszard Kapuściński, Mes voyages avec Hérodote, Paris, 2004 (Feux croisés).
- Suzanne Saïd, Monique Trédé et Alain Le Boulluec, Histoire de la littérature grecque, Paris, Presses universitaires de France, coll. « Premier Cycle », 1997 (ISBN 2130482333 et 978-2130482338).
- François Hartog, Le Miroir d'Hérodote : Essai sur la représentation de l’autre, Paris, Folio Histoire, 2001, 576 p.

### Études
- Bernard Laurot, « Idéaux grecs et barbarie chez Hérodote », Ktèma : civilisations de l'Orient, de la Grèce et de Rome antiques, no 6,‎ 1981, p. 39-48 (lire en ligne)
- Jean-Luc Breuil, « De κράτος à δημοκρατίη : Une famille de mots chez Hérodote », Ktèma : civilisations de l'Orient, de la Grèce et de Rome antiques, no 20,‎ 1995, p. 71-84 (lire en ligne)
- Cinzia Bearzot, « La monarchie dans le Tripolitique d’Hérodote (III, 82) », Ktèma : civilisations de l'Orient, de la Grèce et de Rome antiques, no 40,‎ 2015, p. 115-124 (lire en ligne)
- Michel Casevitz, « Sur la malice d’Hérodote », Ktèma : civilisations de l'Orient, de la Grèce et de Rome antiques, no 20,‎ 1995, p. 5-16 (lire en ligne)
- Christine Hunzinger, « La notion de θῶμα chez Hérodote », Ktèma : civilisations de l'Orient, de la Grèce et de Rome antiques, no 20,‎ 1995, p. 47-70 (lire en ligne).
- Jacques Lacarrière (trad. du grec ancien), En cheminant avec Hérodote, Paris, Fayard, coll. « Pluriel », 2011 (1re éd. 1981), 344 p. (ISBN 978-2818500859).
- Catherine Darbo-Peschanski (préf. Paul Veyne), Le Discours du particulier : Essai sur l’enquête hérodotéenne, Paris, Éditions du Seuil, 1987
- Pascal Payen, Les Îles nomades : Conquérir et résister dans l’Enquête d'Hérodote, Paris, Éditions de l'École des Hautes Études en Sciences Sociales, 1997, 397 p.
- Laurent Pernot, « « Le plus panégyrique des historiens » », Ktèma : civilisations de l'Orient, de la Grèce et de Rome antiques, no 20,‎ 1995, p. 125-136 (lire en ligne)
- Jacqueline de Romilly, Hérodote, dans Encyclopædia Universalis, Paris.
- Guy Lachenaud, L'Arc-en-ciel et l'Archer : récits et philosophie de l'histoire chez Hérodote, Limoges, 2003.
- Jeannine Boëldieu-Trévet et Daphné Gondicas, Lire Hérodote, Réal, 2005 [aperçu en ligne].
- Thomas de Quincey (trad. François Théron), Philosophie d'Hérodote, Verdier, 2009, 57 p.
- (en) Oswyn Murray (éd.), Alfonso Moreno (éd.), David Asheri, Alan Lloyd et Aldo Corcella, A Commentary on Herodotus : Books I—IV, vol. 1, Oxford – New York, Oxford University Press, 2011 (1re éd. 2007), 721 p. (ISBN 978-0-19-963936-6).
- Jean Alaux (dir.), Hérodote : Formes de pensée, figures du récit, Presses universitaires de Rennes, coll. « Histoire ancienne », 2013, 206 p. (ISBN 9782753569133, DOI 10.4000/books.pur.118316 , lire en ligne)
- Mélina Tamiolaki, « L’historien comme figure du savoir et son dialogue avec le public : Formes et modalités d’une interaction dynamique chez Hérodote, Thucydide et Xénophon », dans Arnaud Macé (dir.), Le Savoir public : La vocation politique du savoir en Grèce ancienne, Besançon, Presses universitaires de Franche-Comté, 2013 (ISBN 978-2-84867-456-8, DOI 10.4000/books.pufc.23672 , lire en ligne), p. 235–263.